# Редфу
Стефан Кендал Горди (енгл. Stefan Kendal Gordy; 3. септембар 1975), познатији под уметничким именом Редфу (енгл. Redfoo), амерички је репер, певач, текстописац и плесач најпознатији као члан групе LMFAO.

## Дискографија

### Студијски албуми
- (1997)
- (2016)[4]